# Thiên Nam dư hạ tập
Thiên Nam dư hạ tập là một bộ sách về pháp luật thời Lê sơ, do Đỗ Nhuận và Thân Nhân Trung biên soạn vào thời vua Lê Thánh Tông. Thiên Nam dư hạ tập có 100 quyển, chủ yếu chép về luật lệ, chế độ, điển lễ, cáo sắc, văn thư từ đầu thời Lê Thái Tổ đến năm Hồng Đức, được cho là phỏng theo Hội điển của nhà Đường và nhà Tống. Theo một số nguồn, Thiên Nam dư hạ tập có chép lại các trước tác của Hội Tao Đàn. Bộ sách được đánh giá là một bộ bách khoa thư dưới thời Lê Thánh Tông.
Năm Hồng Đức thứ 14 (1483), văn thần Thân Nhân Trung và Đỗ Nhuận được Lê Thánh Tông sai soạn Thiên Nam dư hạ tập. Thiên Nam dư hạ tập còn được tham gia biên soạn bởi Đào Cử, Đàm Văn Lễ và Quách Đình Bảo. Theo Lịch triều hiến chương loại chí, sau đời Lê trung hưng thì "cả bộ tản mát, mười phần còn một hai phần". Đến năm 1768, Trịnh Sâm tìm được hơn 20 quyển nhưng khi chiến tranh cũng cháy hết. Theo một số nguồn, ngày nay Thiên Nam dư hạ tập chỉ còn bốn năm quyển.
Trong Lịch triều hiến chương loại chí, Phan Huy Chú có viết một mục về Thiên Nam dư hạ tập tại "Văn tịch chí" và xếp Thiên Nam dư hạ tập vào loại "hiến chương". Bộ sách được Phan Huy Chú cho là "sách điển chương của một thời đại làm khuôn phép đời đời". Thiên Nam dư hạ tập được một bài báo của tờ Nhân Dân đánh giá là "dấu ấn sâu đậm trong lịch sử dân tộc với những giá trị văn hóa vô cùng lớn". Tờ Kinh tế nông thôn cho rằng Thiên Nam dư hạ tập là một trong nhiều "giá trị văn hóa xã hội" dưới thời vua Lê Thánh Tông, cùng với các tác phẩm Hồng Đức thiên hạ bản đồ, Hồng Đức quốc âm thi tập, Hồng Đức hình luật… Thiên Nam dư hạ tập còn được đánh giá là một "công trình mang dấu ấn vương triều".